# Luca Paolini
Pour les articles homonymes, voir Paolini.
Luca Paolini est un coureur cycliste italien né le 17 janvier 1977 à Milan. Il fait ses débuts professionnels en 2000 au sein de l'équipe italienne Mapei-Quick Step.

## Biographie

### 2000-2002: premières années chez Mapei-Quick Step
Luca Paolini devient coureur professionnel en 2000 dans l'équipe Mapei-Quick Step. Durant cette première saison, il est vainqueur d'étape du Tour d'Argentine, du Tour de Normandie. Il remporte au sprint la première étape du Tour de l'Avenir et porte le maillot jaune le lendemain. Quatre fois classé parmi les cinq premiers, il termine quinzième du classement général. En 2001, il gagne le Grand Prix de Lugano et dispute son premier grand tour, le Tour d'Espagne. En fin de saison, il est onzième de Paris-Tours et quatrième du Tour du Piémont. En 2002, il est deuxième du Tour de la Région wallonne, entre ses coéquipiers Paolo Bettini, premier, et Daniele Nardello, troisième. Il remporte le Tour du Piémont en fin de saison.

### 2003-2005: Quick Step
En 2003, Luca Paolini accompagne Paolo Bettini, plusieurs autres coureurs de Mapei-Quick Step ainsi que le directeur sportif Serge Parsani dans la nouvelle équipe Quick Step-Davitamon,. En mars, il est troisième de Milan-San Remo en aidant Bettini à gagner la course,. Il dispute son premier Tour de France. Il est sept fois classé parmi les dix premiers d'étapes, prenant notamment la quatrième place aux Champs-Élysées, et termine à la cinquième place du classement par points. En août, il est aux côtés de Bettini lors de ses victoires à la HEW Cyclassics et à la Classique de Saint-Sébastien, dont il prend les treizième et seizième place. Le mois suivant, il remporte le Grand Prix Bruno Beghelli, se classe deuxième de la Coppa Sabatini, septième de Paris-Bruxelles et huitième de Paris-Tours. Il est sélectionné par Franco Ballerini en équipe d'Italie pour son premier championnat du monde, dont Mario Cipollini est le tenant du titre et Paolo Bettini le favori. Ce dernier prend la quatrième place, et Paolini la huitième en gagnant le sprint du peloton. À l'issue de cette saison, Bettini gagne sa deuxième Coupe du monde, et Paolini en prend la onzième place.
En mars 2004, Luca Paolini remporte la Flèche brabançonne. Il est douzième de l'Amstel Gold Race le mois suivant.
En juin, il abandonne le Tour de Suisse en raison de douleurs intestinales, qui le forcent également à renoncer aux championnats nationaux et au Tour de France. Il reprend la compétition en juillet.
En août 2004, il est troisième du Grand Prix de la ville de Camaiore puis fait partie de l'équipe nationale de cinq coureurs qui dispute la course en ligne des Jeux olympiques d'Athènes, lors de laquelle Bettini remporte la médaille d'or. En septembre 2004, Luca Paolini obtient la médaille de bronze du championnat du monde sur route, où il est battu au sprint par Óscar Freire et Erik Zabel.
À partir du mois de mars, une douleur au genou l'empêche de courir pendant quelques mois,,. De retour en compétition, il gagne une étape du Tour de la Région wallonne fin juillet, devant son coéquipier Filippo Pozzato. Quatre jours plus tard, les places sont inversées : Pozzato remporte la HEW Cyclassics devant Paolini. Le mois suivant, celui-ci est huitième du Grand Prix de Plouay. Il gagne ensuite deux étapes du Tour de Grande-Bretagne. Au Tour de Pologne, il est deuxième des quatre premières étapes et porte pendant quatre jours le maillot jaune de leader du classement général. Il est ensuite sélectionné pour le championnat du monde, à Madrid. Avec Alessandro Petacchi et Paolo Bettini pour leaders, l'équipe d'Italie y obtient son deuxième plus mauvais résultat en championnat du monde, Bettini terminant treizième,. Paolini dispute sa dernière course avec Quick Step à l'occasion du Tour de Lombardie, au service de Paolo Bettini, qui gagne la course.

### 2006-2007: chez Liquigas

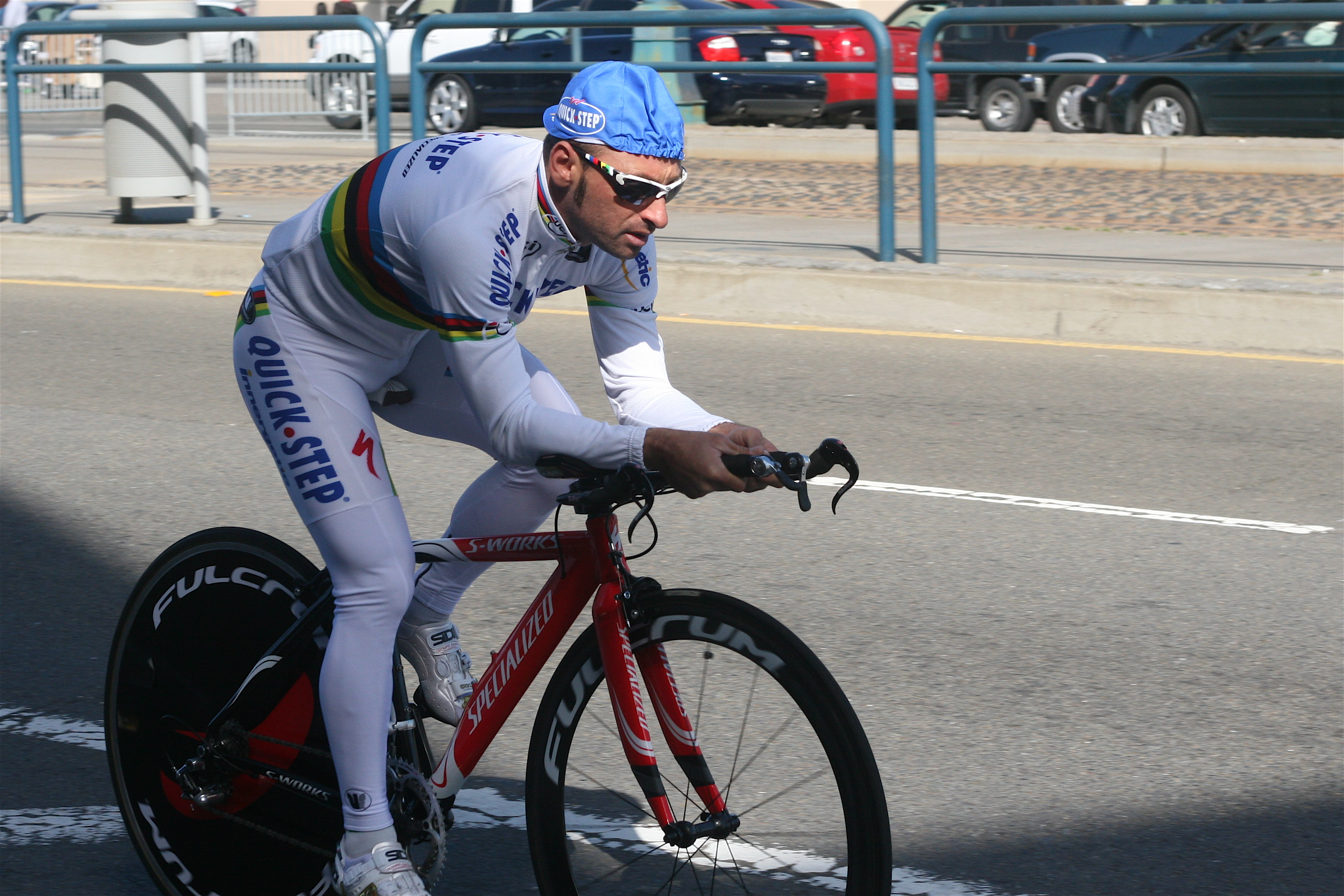
Paolo Bettini, vêtu du maillot de champion du monde, en 2007.

En 2006, Paolini quitte Quick Step-Innergetic et Paolo Bettini. Il rejoint pour deux ans l'équipe Liquigas, au sein de laquelle il envisage de désormais « suivre sa propre route ». En début de saison, il est troisième de Milan-San Remo, battu au sprint par Filippo Pozzato et Alessandro Petacchi. En juillet, il dispute son deuxième Tour de France. Plusieurs fois placé lors d'arrivées au sprint, il est cinquième du classement par points, comme en 2003. Le mois suivant, il remporte le Grand Prix de la ville de Camaiore, se classe quatrième du Trofeo Matteotti et deuxième du Coppa Bernocchi, puis prend le départ du Tour d'Espagne. Il en gagne la douzième étape. Fin septembre, il est au sein de l'équipe d'Italie l'un des équipiers de Paolo Bettini lors de sa première victoire au championnat du monde.
En début d'année 2007, Paolini obtient plusieurs places d'honneur au Tour de Californie et à Paris-Nice. Au printemps, il gagne une étape des Trois Jours de La Panne puis se classe troisième du Tour des Flandres. Fin avril, il est deuxième d'une étape du Tour du Trentin. Durant les semaines suivantes, il doit participer aux auditions tenues dans le cadre d'une enquête portant sur un trafic de produits dopants en Italie, baptisée « Opération Athena ». Paolini, dont la maison a été perquisitionnée au mois de septembre précédent, est soupçonné de s'être procuré des produits dopants,,. L'équipe Liquigas, qui le soutient, lui fait reprendre la compétition au mois d'août, aucune suspension n'ayant été prononcée. Paolini sera finalement blanchi en 2011, faute de preuve. Durant les dernières semaines de la saison, il est notamment quatrième de la Coppa Bernocchi et troisième du Tour de Romagne, et ne participe à aucune compétition du ProTour.

### 2008-2010: Acqua & Sapone

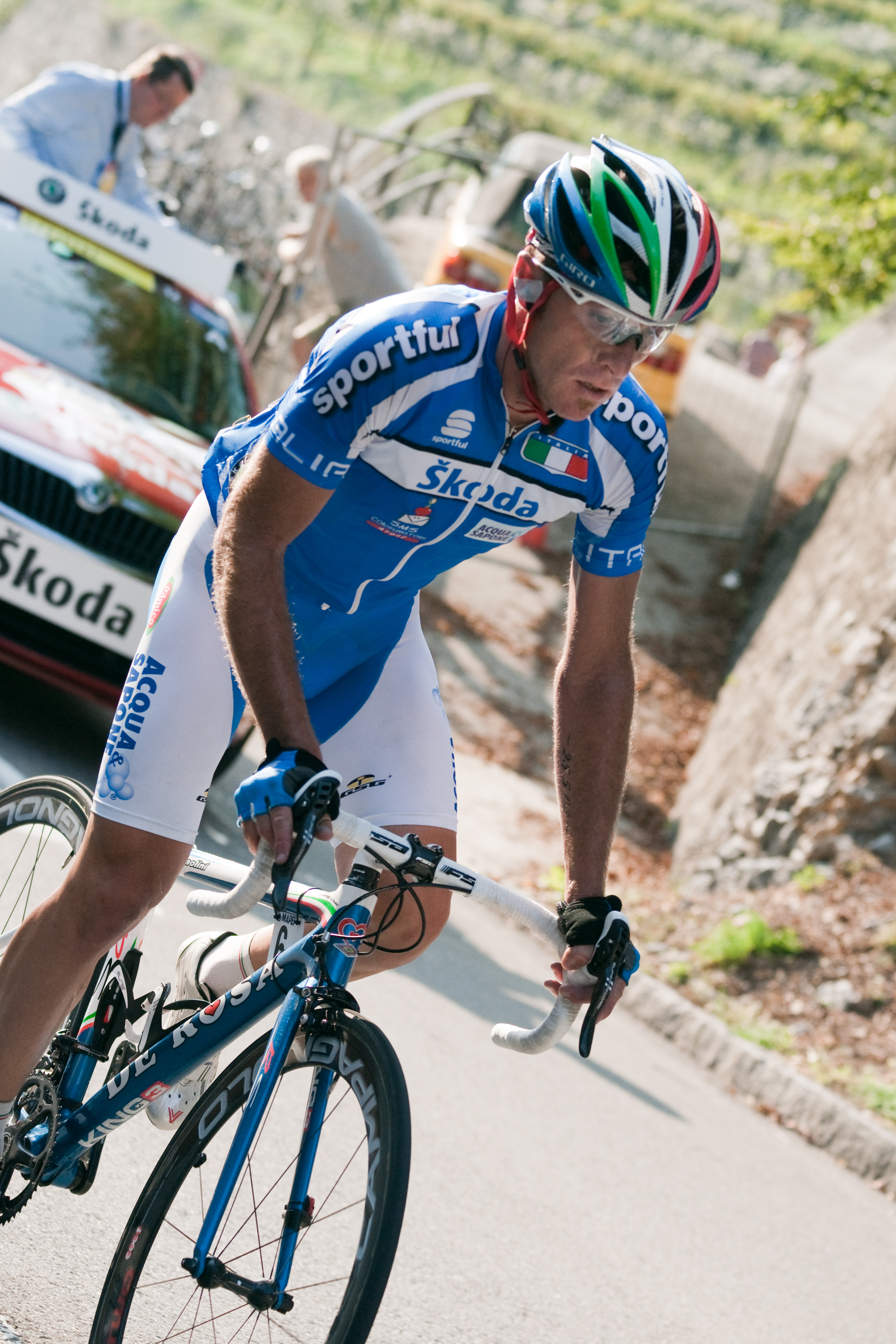
Pendant les championnats du monde de cyclisme sur route 2009 à Mendrisio.

En 2008, Luca Paolini rejoint l'équipe Acqua & Sapone-Caffè Mokambo. Ayant le statut d'équipe continentale professionnelle, celle-ci doit bénéficier d'une invitation des organisateurs pour participer aux courses du ProTour. Faute d'une telle invitation, Paolini ne dispute cette saison ni Milan-San Remo, ni le Tour des Flandres, ni le Tour d'Italie. En février, il gagne le Trofeo Laigueglia. Au printemps, il dispute deux courses du ProTour : Tirreno-Adriatico, dont Acqua & Sapone-Caffè Mokambo gagne le contre-la-montre, et Gand-Wevelgem dont il prend la sixième place au sprint. Durant les mois suivants, il est cinquième du championnat d'Italie, septième du Grand Prix de l'industrie et de l'artisanat de Larciano et obtient des places d'honneur lors d'étape du Circuit de Lorraine, du Tour de Bavière, du Regio-Tour. En septembre, il gagne la Coppa Placci puis prend la quatrième place du Tour de Romagne le lendemain. Il est troisième de Paris-Bruxelles une semaine plus tard. À la fin du mois, il est sélectionné pour les championnats du monde. L'équipe d'Italie y place trois coureurs parmi les quatre premiers : Alessandro Ballan devient champion du monde, Damiano Cunego est deuxième, Davide Rebellin quatrième. Paolini termine la saison avec une deuxième place au Tour du Piémont. Ses résultats lui permettent de terminer la saison à la quatrième place de l'UCI Europe Tour. Avec notamment Stefano Garzelli à la deuxième place, Acqua & Sapone-Caffè Mokambo en remporte le classement par équipes.
En début d'année 2009, Paolini est sixième du Grand Prix de la côte étrusque, cinquième d'étape de Tirreno-Adriatico, et neuvième de Milan-San Remo. En avril, il gagne une étape de la Semaine cycliste lombarde. Initialement retenu pour participer au Tour d'Italie avec Acqua & Sapone-Caffè Mokambo, il en est finalement écarté après avoir été convoqué par le Comité olympique national italien, dans le cadre de l'Opération Athena. Il se classe troisième du championnat d'Italie en juin. En août, il gagne la Coppa Bernocchi et est troisième du Tour de Vénétie. Il participe au championnat du monde à Mendrisio et termine l'année avec une série de places d'honneur : deuxième du Mémorial Cimurri, troisième du Grand Prix de Prato, quatrième du Grand Prix Bruno Beghelli, du Tour du Piémont et du Tour de Lombardie. Il termine la saison à la septième place de l'UCI Europe Tour.

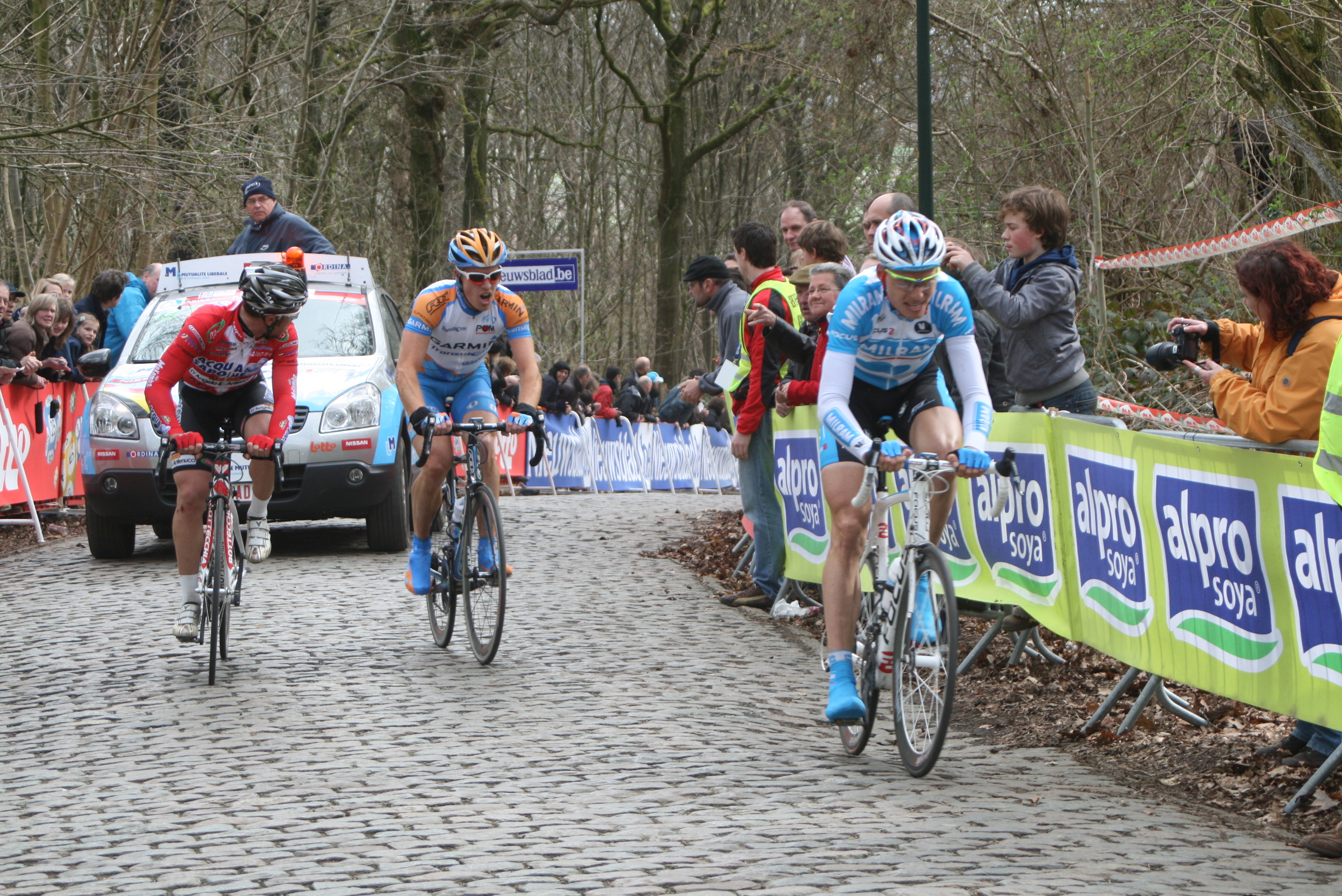
Luca Paolini, à gauche, lors du Gand-Wevelgem 2010.

Il obtient plusieurs places d'honneur durant les premiers mois de la saison 2010. Quatrième du Circuit Het Nieuwsblad, sixième du Trofeo Laigueglia, du Tour du Frioul et d'À travers les Flandres, il est dixième de Milan-San Remo et de Gand-Wevelgem. Il est ensuite troisième des Trois Jours de La Panne, après en avoir occupé la première place. Il obtient de nouvelles places d'honneurs lors d'étapes du Circuit de Lorraine, du Brixia Tour. En août, il est troisième de la Coppa Agostoni, quatrième du Tour de Vénétie, puis en septembre dixième du Grand Prix de Wallonie, sixième du Grand Prix de Prato. En octobre, il est retenu en équipe d'Italie pour le championnat du monde à Geelong par Paolo Bettini, devenu sélectionneur national après la mort de Franco Ballerini en mars 2010. Bettini fait de lui son relai au sein de l'équipe durant la course. Paolini prend la 38e place du championnat. Il termine la saison à la 19e place de l'UCI Europe Tour.

### 2011-2015: chez Katusha

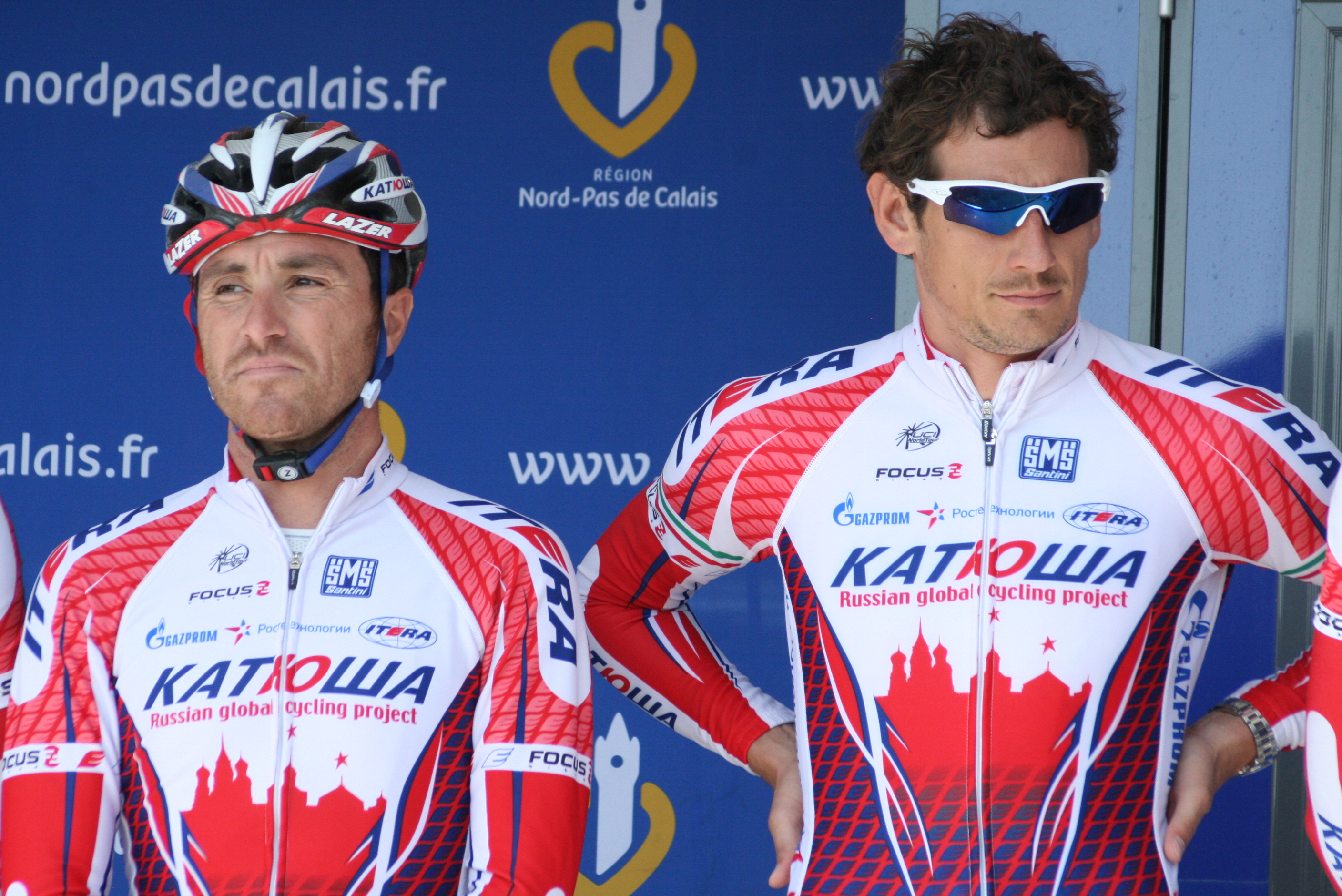
Luca Paolini et Filippo Pozzato lors des Quatre Jours de Dunkerque 2011.

En 2011, Luca Paolini est recruté par l'équipe ProTour Katusha, avec la possibilité de participer aux classiques majeures,. Il y retrouve son ami Filippo Pozzato,, ainsi que le directeur sportif Serge Parsani. Il est écarté avec Pozzato, de la sélection de Katusha pour le Tour d'Italie, l'équipe souhaitant privilégier Joaquim Rodríguez, considéré comme l'un des favoris de la course. En août, il est retenu par Paolo Bettini pour encadrer les quatre jeunes coureurs qui composent avec lui l'équipe d'Italie lors de la course de préparation des Jeux olympiques de 2012. Sacha Modolo en prend la deuxième place, derrière Mark Cavendish. Après le Tour d'Espagne, son premier grand tour depuis 2006, Paolini est deuxième du Grand Prix de Prato et participe au championnat du monde, à Copenhague. Il termine l'année en bonne forme : il est dixième du Grand Prix Bruno Beghelli et troisième du Tour d'Émilie, en aidant ses coéquipiers Filippo Pozzato et Daniel Moreno à gagner, puis prend la onzième place du Tour de Lombardie.
2012 voit le départ de Pozzato de l'équipe Katusha. En début d'année, Paolini est douzième du Circuit Het Nieuwsblad et de Milan-San Remo, puis septième du Tour des Flandres. Il dispute en juillet son troisième Tour de France puis en août ses deuxièmes Jeux olympiques, à Londres. Il prend la neuvième place de la course en ligne. Il est ensuite classé parmi les dix premiers de trois courses de l'UCI World Tour : dixième du Grand Prix de Plouay, quatrième du Grand Prix de Québec et neuvième du Grand Prix de Montréal. Il est ensuite quatrième du Grand Prix de Wallonie, deuxième du Grand Prix de Prato et du Grand Piemonte et participe au championnat du monde.
En 2013, Luca Paolini remporte à l'issue d'un sprint avec Stijn Vandenbergh le Circuit Het Nieuwsblad, sa première victoire depuis 2009. Paolini déclare à l'issue de ce succès qu'il constitue « la plus belle victoire de sa carrière ». Dans des conditions dantesques, il joue la gagne sur Milan-San Remo, où il termine finalement cinquième. En mai, il participe pour la première fois au Tour d'Italie. Il en remporte la 3e étape entre Sorrente et Marina di Ascea et s'empare par la même occasion du maillot rose.

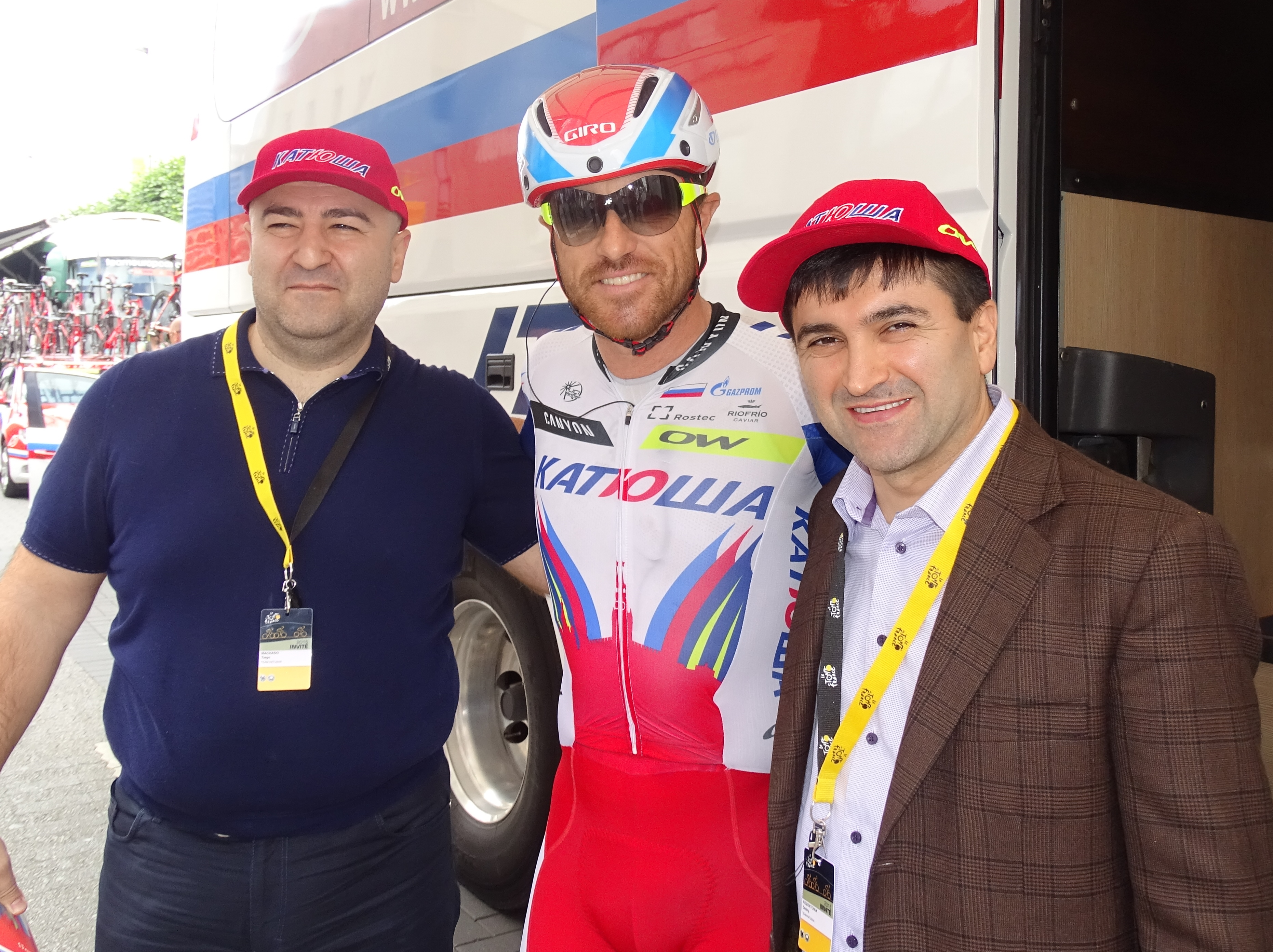
Luca Paolini lors du départ de la 3e étape du Tour de France 2015 à Anvers le 6 juillet.

Il lui faudra attendre le printemps 2015 pour connaître une nouvelle fois une victoire lors du Gand-Wevelgem 2015 disputé dans des conditions difficiles où il s'impose devant Niki Terpstra et Geraint Thomas après s'être extirpé d'un petit groupe à quelques kilomètres de l'arrivée pour finir en solitaire. Lors du Tour de France 2015, il est contrôlé positif à la cocaïne et son équipe (la Katusha) décide de l'exclure de son effectif. En décembre 2015, il reconnaît avoir pris de la cocaïne et être dépendant aux somnifères. Il est suspendu 18 mois par le Tribunal antidopage qui considère que Paolini est auteur d'une « violation du règlement antidopage non-intentionnelle ».

### 2017: carrière dans le VTT
Le lendemain de son 40e anniversaire, le 18 janvier 2017, il annonce sa retraite à la Gazzetta dello Sport. Malgré s’être maintenu en forme, il n'a pu trouver de place dans le peloton. Il décide de poursuivre sa carrière dans le VTT et notamment le cross-country marathon, où il bénéficie des conseils de Paolo Bettini et de son entraîneur Mirko Celestino, plusieurs fois médaillés dans la discipline.

## Style et position dans le peloton
Luca Paolini a été le gregario, c'est-à-dire l'équipier personnel, de Paolo Bettini à ses débuts dans les équipes Mapei-Quick Step puis Quick Step-Davitamon et Quick Step-Innergetic. Il se spécialise ensuite dans les courses d'un jour, tout particulièrement Milan-San Remo et les classiques flandriennes où il obtient des résultats significatifs,.

## Palmarès et résultats

### Palmarès amateur
- 1997
  - 2e du championnat d'Italie militaires sur route
- 1998
  - Trofeo Memorial Pesenti Maddalena
  - Circuito Alzanese
  - Gran Premio Ezio del Rosso
  - Giro del Canavese
  - Trofeo Comune di Ferrera Erbognone
  - Coppa d'Inverno
  - 3e étape du Giro della Brianza
  - 2e du Circuito Mezzanese
- 1999
  - Trophée Mario Zanchi
  - Mémorial Gigi Pezzoni
  - Trophée de la ville de Brescia
  - Grand Prix de Poggiana
  - Gran Premio Ezio Del Rosso
  -  Médaillé d'argent au championnat d'Europe sur route espoirs
  - 2e du Giro del Canavese
  - 2e du Trofeo Memorial Pesenti Maddalena
  - 2e du Giro del Mendrisiotto
  -  Médaillé d'argent au championnat du monde sur route espoirs
  - 3e du Trophée Edil C

### Palmarès professionnel
| - 2000 - 3e étape du Tour d'Argentine - 3e étape du Tour de Normandie - 1re étape du Tour de l'Avenir - 2001 - Grand Prix de Lugano - 2002 - Tour du Piémont - 2e du Tour de la Région wallonne - 2003 - Grand Prix Bruno Beghelli - 2e de la Coppa Sabatini - 3e de Milan-San Remo - 3e de la Flèche brabançonne - 8e de Paris-Tours - 8e du championnat du monde sur route - 9e de Tirreno-Adriatico - 2004 - Flèche brabançonne - Médaillé de bronze au championnat du monde sur route - 3e du Grand Prix de la ville de Camaiore - 2005 - 3e étape du Tour de la Région wallonne - 3e et 6e étapes du Tour de Grande-Bretagne - 2e de la Hew Cyclassics - 8e du Grand Prix de Plouay - 2006 - Grand Prix de la ville de Camaiore - 12e étape du Tour d'Espagne - 3e de Milan-San Remo - 3e de la Coppa Bernocchi - 2007 - 1re étape des Trois Jours de La Panne - 3e du Tour des Flandres - 3e du Tour de Romagne - 2008 - Trofeo Laigueglia - Coppa Placci - 2e du Tour du Piémont - 3e de Paris-Bruxelles - 6e de Gand-Wevelgem | - 2009 - 6e étape de la Semaine cycliste lombarde - Coppa Bernocchi - 2e du Mémorial Cimurri - 3e du championnat d'Italie sur route - 3e du Tour de Vénétie - 3e du Grand Prix de l'industrie et du commerce de Prato - 4e du Tour de Lombardie - 9e de Milan-San Remo - 2010 - 3e des Trois Jours de La Panne - 3e de la Coppa Agostoni - 10e de Milan-San Remo - 10e de Gand-Wevelgem - 2011 - 2e du Grand Prix de l'industrie et du commerce de Prato - 3e du Tour du Piémont - 2012 - 2e du Grand Prix de l'industrie et du commerce de Prato - 2e du Tour du Piémont - 4e du Grand Prix cycliste de Québec - 7e du Tour des Flandres - 9e de la course en ligne des Jeux olympiques - 9e du Grand Prix cycliste de Montréal - 10e du Grand Prix de Plouay - 2013 - Circuit Het Nieuwsblad - 3e étape du Tour d'Italie - 5e de Milan-San Remo - 8e du Grand Prix E3 - 2015 - Gand-Wevelgem |  |

### Résultats sur les grands tours

#### Tour de France
5 participations
- 2003 : 69e
- 2006 : 100e
- 2012 : 108e
- 2014 : 136e
- 2015 : non-partant (8e étape) (exclu par son équipe pour un contrôle positif à la cocaïne)

#### Tour d'Italie
3 participations
- 2013 : 59e, vainqueur de la 3e étape,  maillot rose pendant 4 jours
- 2014 : 111e
- 2015 : 111e

#### Tour d'Espagne
5 participations
- 2001 : 106e
- 2004 : non-partant (19e étape)
- 2006 : abandon (16e étape), vainqueur de la 12e étape
- 2011 : 135e
- 2013 : 107e

### Classiques et grands championnats
Le tableau suivant présente les résultats de Luca Paolini lors des classiques de l'UCI World Tour (ex-ProTour), des classiques de l'ancienne Coupe du monde ainsi qu'aux différentes compétitions internationales.
| Légende | Légende | Légende | Légende     | Légende | Légende              | Légende                          | Légende       |
| ------- | ------- | ------- | ----------- | ------- | -------------------- | -------------------------------- | ------------- |
| AB      | Abandon | HD      | Hors-délais | —       | Pas de participation | Épreuve inexistante à cette date | Pas d'épreuve |

| Année | Het Nieuwsblad                   | Milan- San Remo (Mo) | Grand Prix E3 | Gand-Wevelgem | Flèche brabançonne | Tour des Flandres (Mo) | Paris-Roubaix (Mo) | Cyclassics de Hambourg | Bretagne Classic | JO - course en ligne             | Mondial - Course en ligne | Tour du Piémont                  | Tour de Lombardie (Mo) |
| ----- | -------------------------------- | -------------------- | ------------- | ------------- | ------------------ | ---------------------- | ------------------ | ---------------------- | ---------------- | -------------------------------- | ------------------------- | -------------------------------- | ---------------------- |
| 2004  | Épreuve inexistante à cette date | 83e                  | —             | —             | Vainqueur          | 26e                    | —                  | 31e                    | —                | 39e                              | 3e                        | —                                | —                      |
| 2005  | —                                | —                    | —             | —             | —                  | —                      | —                  | 2e                     | 8e               | Épreuve inexistante à cette date | —                         | —                                | 44e                    |
| 2006  | —                                | 3e                   | 7e            | AB            | AB                 | 32e                    | —                  | 14e                    | —                | Épreuve inexistante à cette date | 38e                       | AB                               | —                      |
| 2007  | —                                | 12e                  | AB            | 19e           | 42e                | 3e                     | —                  | —                      | —                | Épreuve inexistante à cette date | —                         | Épreuve inexistante à cette date | —                      |
| 2008  | —                                | —                    | —             | 6e            | —                  | —                      | —                  | —                      | —                | —                                | AB                        | 2e                               | AB                     |
| 2009  | —                                | 9e                   | —             | —             | —                  | —                      | —                  | —                      | —                | Épreuve inexistante à cette date | 65e                       | 4e                               | 4e                     |
| 2010  | 4e                               | 10e                  | —             | 10e           | —                  | —                      | AB                 | —                      | —                | Épreuve inexistante à cette date | 38e                       | 89e                              | AB                     |
| 2011  | 5e                               | 122e                 | —             | 116e          | —                  | 57e                    | AB                 | —                      | —                | Épreuve inexistante à cette date | 106e                      | 3e                               | 11e                    |
| 2012  | 12e                              | 12e                  | 28e           | 24e           | —                  | 7e                     | 11e                | —                      | 10e              | 9e                               | 75e                       | 2e                               | AB                     |
| 2013  | Vainqueur                        | 5e                   | 8e            | 54e           | —                  | 23e                    | 21e                | —                      | —                | Épreuve inexistante à cette date | AB                        | Épreuve inexistante à cette date | —                      |
| 2014  | AB                               | 33e                  | 13e           | AB            | —                  | 36e                    | 74e                | —                      | 126e             | Épreuve inexistante à cette date | —                         | Épreuve inexistante à cette date | —                      |
| 2015  | —                                | 30e                  | 33e           | Vainqueur     | —                  | 52e                    | 44e                | —                      | —                | Épreuve inexistante à cette date | —                         | —                                | —                      |

### Classements mondiaux
Jusqu'en 2004, le classement UCI concerne tous les coureurs ayant obtenu des points lors de courses du calendrier international de l'Union cycliste internationale (324 courses en 2004). En 2005, l'UCI ProTour et les circuits continentaux sont créés, ayant chacun leur classement. De 2005 à 2008, le classement de l'UCI ProTour classe les coureurs membres d'équipes ProTour en fonction des points qu'ils ont obtenus lors des courses du calendrier UCI ProTour, soit 28 courses en 2005, 27 en 2006, 26 en 2007. En 2008, Luca Paolini est membre de l'équipe continentale professionnelle Acqua & Sapone et ne figure donc pas au classement du ProTour. En 2009 et 2010, un « classement mondial UCI » remplace le classement ProTour. Il prend en compte les points inscrits lors des courses ProTour et des courses qui n'en font plus partie, regroupées dans un « calendrier historique », soit au total 24 courses en 2009 et 26 en 2010. Ce nouveau classement prend en compte les coureurs des équipes continentales professionnelles, dont Luca Paolini. En 2011, l'UCI ProTour devient l'UCI World Tour et reprend dans son calendrier les courses qui l'avaient quitté en 2008. Il comprend 27 courses en 2011 et son classement ne concerne plus que les coureurs membres des 18 équipes ProTeam.
Luca Paolini apparaît pour la première fois au classement UCI en 1999. Il obtient son meilleur classement en 2003 : 28e. En 2008, il est quatrième de l'UCI Europe Tour.
| Année                  | 1999   | 2000 | 2001 | 2002 | 2003 | 2004 | 2005 | 2006 | 2007 | 2008 | 2009 | 2010 | 2011 | 2012 | 2013 | 2014 | 2015 |
| ---------------------- | ------ | ---- | ---- | ---- | ---- | ---- | ---- | ---- | ---- | ---- | ---- | ---- | ---- | ---- | ---- | ---- | ---- |
| Classement UCI         | 1 234e | 521e | 207e | 103e | 28e  | 100e |      |      |      |      |      |      |      |      |      |      |      |
| Classement ProTour     |        |      |      |      |      |      | 61e  | 54e  | 63e  |      |      |      |      |      |      |      |      |
| Calendrier mondial UCI |        |      |      |      |      |      |      |      |      |      | 70e  | 183e |      |      |      |      |      |
| UCI World Tour         |        |      |      |      |      |      |      |      |      |      |      |      | nc   | 66e  | 65e  | nc   | 54e  |
| UCI Europe Tour        |        |      |      |      |      |      |      |      |      | 4e   | 7e   | 19e  |      |      |      |      |      |

## Distinctions
- Oscar TuttoBici des moins de 23 ans : 1999